# Chrysotus indifferens
Chrysotus indifferens är en tvåvingeart som beskrevs av Charles Howard Curran 1924. Chrysotus indifferens ingår i släktet Chrysotus och familjen styltflugor. Inga underarter finns listade i Catalogue of Life.